# Bob McGrath
Bob McGrath, właściwie Robert Emmett McGrath (ur. 13 czerwca 1932 w Ottawie, zm. 4 grudnia 2022 w Norwood) – amerykański aktor i wokalista związany z Ulicą Sezamkową, także twórca książek dla dzieci.

## Życiorys
Dorastał na farmie w hrabstwie LaSalle w stanie Illinois. Ukończył studia muzyczne na Uniwersytecie Michigan, następnie odbył studia magisterskie na Manhattan School of Music. Przez dwa lata służył w armii amerykańskiej, następnie zamieszkał w Nowym Jorku.

### Kariera artystyczna
Karierę muzyczną rozpoczął w wieku 5 lat, był członkiem jednego z chórów oraz uczestniczył w konkursach wokalnych w Chicago. Nieprzerwanie od 1969 do 2017 roku występował w programie Ulica Sezamkowa, wcielając się w rolę nauczyciela muzyki Boba Johnsona, jednocześnie od 1977 do 2015 roku (z roczną przerwą) był gospodarzem kanadyjskiego teleturnieju Telemiracle, emitowanego na CTV Television Network. W 2019 roku wystąpił w odcinku specjalnym z okazji 50-lecia Ulicy Sezamkowej.

## Odznaczenia
- Commemorative Medal for the Centennial of Saskatchewan (2006)[6]

## Życie prywatne
W 1958 roku poślubił Ann Logan Sperry, z którą miał pięcioro dzieci.